# 譚靜墜樓事件
譚靜墜樓事件發生於2008年4月6日。當日，一名清潔工發現一名半裸女子橫掛在廣東省廣州市东风东路一棟住宅樓11樓至12樓之間的橫梁上，女子證實當場死亡。后來死者被證實為香港亞洲電視藝員譚靜。

## 事發經過
2008年4月6日上午7時（UTC+8），一名蕭姓清潔工路過東風東路東風廣場麗豪閣T7棟時，發現一條女尸橫架在該住宅樓11樓至12樓的橫梁，屍體身體只穿著內衣內褲。中午12時，屍體被消防員用繩索放回地面。

## 死者身份背景
事件被媒體報道后，社會上對女尸身份作多番猜測，廣州市公安局曾初步斷定為性工作者。隨後，根據一名名叫「揭露事實真相」的網友在某網絡論壇發帖稱，與死者為姐妹關係。
根據該名網友說法，死者名叫譚靜（1985年2月21日—2008年4月5日），祖籍湖南，和父親在河南洛陽長大，15歲搬到廣州生活。是廣東亞視演藝職業學院第一期2000級畢業生，畢業後與亞洲電視簽約成為藝員。但該說法於2008年4月7日遭到亞洲電視內地節目部總經理王艷的否認，指譚靜并沒有與亞洲電視方面簽約，也沒有拍攝亞洲電視的任何劇集。 但隨後被廣東亞視演藝職業學院方面給予強烈反駁，并提供亞洲電視於2002年4月在該學校的招聘文件，文件顯示亞洲電視曾在2002年4月24日下午2時至下午4時30分於該學院課室大樓舉行校園招聘會，并派出黎文卓、林文華等13人出席。譚靜在第二輪面試中被確認為4號女演員；並且在另一份冠名為亞洲電視的文件指出，亞洲電視曾在2002年9月24日與學院2000級學員簽約，譚靜被分配至戲劇科，并於10月7日報到，10月8日任職，月薪1500元人民幣。2008年4月16日，亞洲電視內地節目部總經理王艷對此作出道歉，并解釋誤會源於公關部調查不足。
另一方面，在後來媒體報道中，指譚靜與亞洲電視簽約期間林雪、李燦森主演的《女友愛撒野》，以及羅家英和魏駿杰主演的《功夫王》等多部電影。隨後隨同韓國藝人元斌經紀人公司赴往韓國發展，并在韓國拍攝多集廣告，並且在韓國歌手金鐘國所拍攝的音樂錄影帶《原地踏步》 以及Nell的《Thank you》中擔任女主角。而在2007年，譚靜因不適應韓國的生活而回國，期間結識了一位泰國男友，但多次因為矛盾而關係較為緊張。

## 調查

### 目擊者證供
根據東風廣場麗豪閣部分住戶回憶，2008年4月5日凌晨3時，隱約聽見30樓3006房內傳有類似為「三个人怎么可以只给一个人的钱」的爭吵聲。同時在場保安稱，當天晚上凌晨，看見三名外籍男子把一名喝醉的女子帶回住所，疑女子因嫖資問題被該三名外籍男子拋下樓。

### 媒體報道
《新快報》2008年4月15日報道，事發前譚靜與三名韓國友人建設六馬路一酒吧喝酒（警方稱水蔭路一酒吧）後回到東風廣場住所，同時根據東風廣場2008年4月5日凌晨5時12分的閉路電視監控系統錄像，譚靜與三名韓國友人進入東風廣場；5時26分，四人走出電梯，進入其中一名韓國友人所居住的麗豪閣T7棟3006號房，而期間譚靜一直處於醉酒狀態。另一方面，譚靜三名韓國好友在采訪中稱，事發前譚靜曾兩度飲酒至酩酊大醉，回到住所後因感覺悶熱把牛仔衣外套脫下，隨後在住所大廳中大吵大鬧，後來將自己反鎖至廁所中打電話，期間言語激烈。5時45分，廁所傳來驚呼和碰撞聲，一名韓國友人嘗試敲門但無人回應，破門進入廁所後發現廁所內空無一人，窗口防盜網彎曲，而窗外并無譚靜的身影，隨即報警。2008年4月5日上午6時33分，民警趕至現場，發現譚靜橫架在麗豪閣13樓橫梁上，上身只身穿黑色吊帶背心、粉紅和黑色相間的文胸，下身穿粉红色丝质内裤，背朝上、腹部朝下枕在横梁之上，已经死亡；而在住宅樓一旁的草坪上發現一條草綠色休閒褲，休閒褲多處破損，同時在住宅樓其中一層遮陽蓬上拾獲一部已經摔毀的手機。

### 警方調查
新快報2008年4月8日報道，警方初步證實東風廣場墜樓女子為賣淫女，并把在場三名韓國籍人士拘留。2008年4月10日，廣州市公安局副局長何靖在新聞發布會上稱，廣州市刑警支隊已介入此案。而在現場調查中，沒有發現搏鬥的痕跡，譚靜的衣物屬於自然擺放。在廁所中馬桶蓋有踩踏的痕跡，窗戶防盜網右下方向下脫開，而身上衣物可能是在墜落途中刮脫，因此排除他殺的可能。2008年4月14日，廣州市公安局公布調查結果：死者為某公司模特，死者死亡前與室內人員無打鬥的痕跡，尸檢發現死者血液酒精濃度極高，初步認定譚靜系自行高墜死亡。

## 爭議
事後，部分媒體把死者譚靜錯誤當成參加2006年超級女聲成都50強的同名同姓選手，并以「超女成都50强谭静半裸坠下30楼」為題報道。2008年4月16日，當事人譚靜委托律師向騰訊網、南方報業在內4間國內媒體發出律師信，要求公開賠償道歉。

## 外部連結
- 专题报道：大洋网、金羊网、MSN、新浪网（页面存档备份，存于）、腾讯网（页面存档备份，存于）、网易（页面存档备份，存于）、搜狐（页面存档备份，存于）、南都网